# Incilius tacanensis
Incilius tacanensis är en groddjursart som först beskrevs av Smith 1952.  Incilius tacanensis ingår i släktet Incilius och familjen paddor. IUCN kategoriserar arten globalt som starkt hotad. Inga underarter finns listade i Catalogue of Life.